# Confuciustempel van Changhua
De Confuciustempel van Changhua is een confuciustempel in Changhua in Republiek China (Taiwan). Het werd in 1726 (het vierde regeerjaar van keizer Yongzheng) gebouwd en staat op de lijst van Grade 1 national historical site.
Het tempelcomplex bevatte vroeger een hoge school en een tempel. Tegenwoordig staat alleen het centrale gebouw van de tempel. Het is in 1830 gerenoveerd. 